# أرسنال تولا
أرسنال تولا (بالروسية: ФК «Арсенал» Тула) هو نادي كرة قدم روسي، مركزه في مدينة تولا في روسيا، تأسس في سنة 1946 ويتنافس حالياً في الدوري الوطني الروسي لكرة القدم ثاني أعلى دوريات كرة القدم في روسيا، في موسم 2013-2014 تمكن من الصعود إلى الدوري الروسي الممتاز بعد أن حل في المركز الثاني في الدوري الوطني الروسي لكرة القدم، لكنه هبط مرة أخرى إلى الدوري الوطني الروسي لكرة القدم في موسم 2014-2015 بعد حلوله في المركز الأخير في الدوري الروسي الممتاز.

## وصلات خارجية
- الموقع الرسمي للنادي
- موقع رابطة المشجعين باللغة الروسية